# Royal Romance
Die Royal Romance ist eine 92 Meter lange Megayacht. Sie wurde vom Konstruktionsbüro Studio De Voogt entworfen und von der niederländischen Werft Feadship gebaut. Das Schiff galt bei seiner Fertigstellung 2014 als „modernste Yacht der Welt“. Sein Kaufpreis betrug 214 Millionen Euro. Die Royal Romance bietet Platz für 14 Passagiere und 22 Besatzungsmitglieder. Sie wurde im Juli 2015 an ihren Erstbesitzer, den ukrainischen Oligarchen Wiktor Medwedtschuk, ausgeliefert. Die Royal Romance kann, im Gegensatz zu verschiedenen anderen Megayachten, nicht gechartert werden.

## Ausstattung
Die Yacht ist 92,50 Meter lang und 14,30 Meter breit. Der Tiefgang der Royal Romance beträgt 3,85 Meter. Ihr tragender Rumpf ist aus Stahl gefertigt, während für die übrigen Aufbauten Aluminium verwendet wurde.

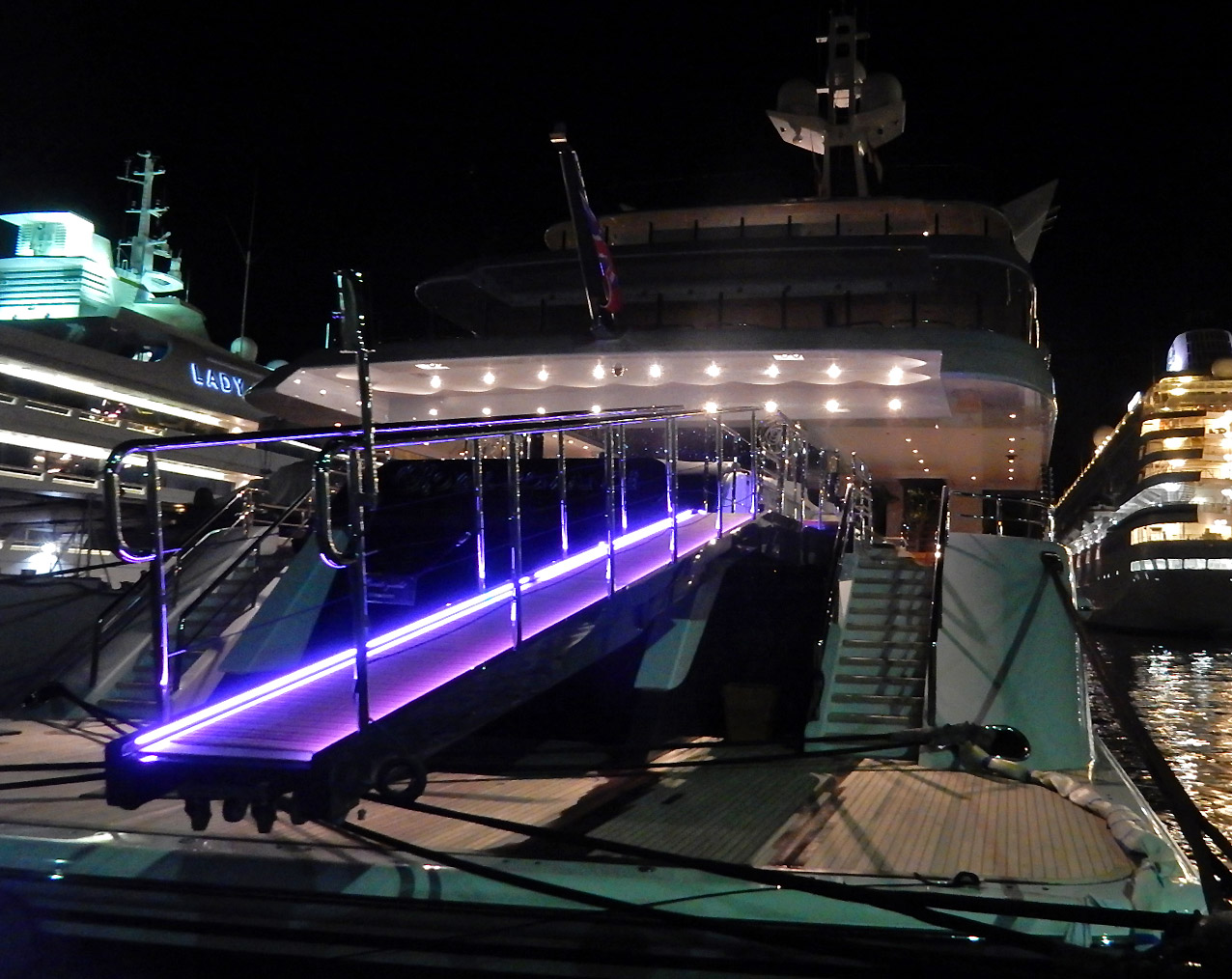
Gangway über verdecktem Swimmingpool im Achterdeck

Die Decks sind mit Teakholz ausgelegt. Für das Design der Innenausstattung zeichnet das Londoner Unternehmen Seymour Diamond verantwortlich. Neben der Luxusausstattung im Inneren bietet das fünfstöckige Schiff einen Fahrstuhl, einen Frischwassertank mit 55.200 Litern Fassungsvermögen und auch einen 4 × 12 Meter großen Swimmingpool auf dem Achterdeck, der bei Nichtbenutzung verdeckt ist. Die gesamte Bauzeit für das Schiff betrug vier Jahre. Die Yacht ist im Lloyd’s Register klassifiziert und fährt unter der Flagge der Kaimaninseln.

## Motorisierung
Der Antrieb erfolgt durch zwei MTU-Dieselmotoren mit einer Leistung von insgesamt 6008 PS (4419 kW). Damit erreicht die Royal Romance eine Höchstgeschwindigkeit von 17 Knoten (31 km/h), die Cruisinggeschwindigkeit liegt bei 12,9 Knoten (24 km/h).

## Trivia
Die Royal Romance ankert regelmäßig für längere Zeit ungenutzt im Hafen von Monaco und ist dort meist das größte Schiff unter den Mega-Yachten der Superreichen.

## Beschlagnahmung
Das Schiff wurde im März 2022 im Hafen von Rijeka durch kroatische Behörden beschlagnahmt, nachdem über Medwedtschuk westliche Sanktionen als Folge seiner Rolle bei der russischen Invasion der Ukraine verhängt wurden.